# Église Sainte-Consorce du Sappey
L'église Sainte-Consorce est une église catholique de France, située sur la commune du Sappey, en Haute-Savoie. Elle est dédiée à sainte Consorce, une religieuse clunisienne, du VIe siècle.

## Histoire
L'église paroissiale est dédiée à sainte Consorce, appartenant à l'ordre de Cluny, vivant au VIe siècle,. Elle est d'abord la patronne de « la maladrerie de Saint-Clair, puis de la paroisse du Sappey », au début du XIVe siècle.

## Description

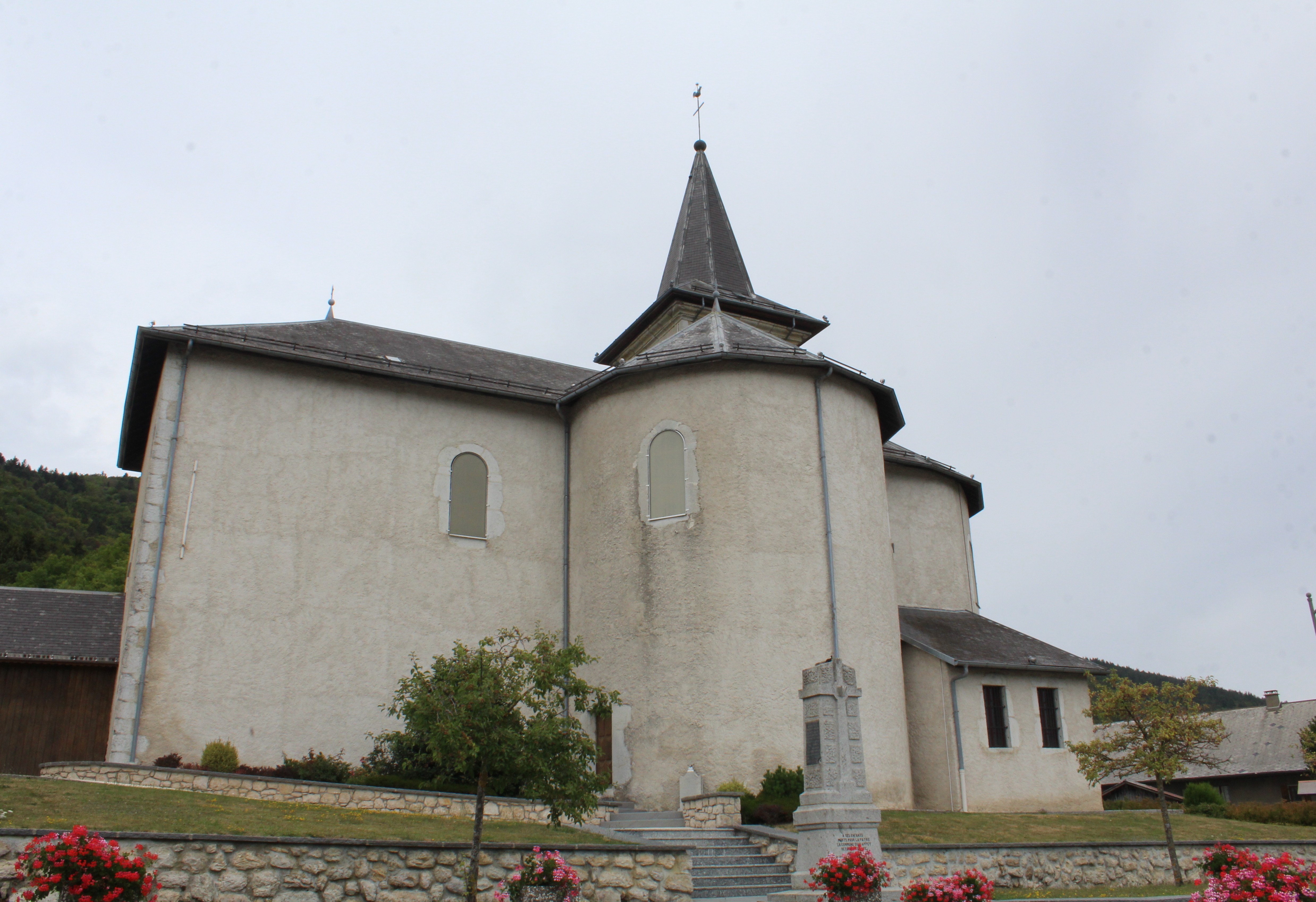
L'église et son clocher.

La nouvelle église est réalisée dans un style néo-classique dit « sarde ».